# Julián Aguirre
Julián Antonio Tomás Aguirre Córdoba (Buenos Aires, 28 januari 1868 – Buenos Aires, 13 augustus 1924) was een Argentijns componist, pianist, muziekcriticus en muziekpedagoog. Hij behoort tot de medeoprichters van het Ateneo de Buenos Aires en van het Comité Nacional de Bellas Artes.

## Levensloop
Aguirre ging in jonge jaren met zijn familie naar Madrid en studeerde aldaar piano, harmonie en contrapunt aan het Real Conservatorio Superior de Música de Madrid onder andere bij Pascual Emilio Arrieta y Corera en Carlos Beck. In deze tijd werd de bekende pianist Isaac Albéniz attent op hem. Albéniz uitwerking van een Spaanse nationale stijl in de pianocompositie had grote invloed, maar ook de vermenging van de Spaanse en Italiaanse elementen in de werken van Arrieta y Corera hebben hem zeer aangesproken. Aguirre completeerde zijn studies in Parijs.
Als hij weer terugkwam werd hij in Argentinië docent en stichtte in 1916 de Escuela Argentina de Música. Hij werkte ook als muziekcriticus en beïnvloedde het muziekleven en de 'smaak' van de bevolking. Bepaalde werken voor piano werden van andere componisten bewerkt voor orkest of andere instrumenten. Vooral zijn Aires criollos, Aires populares, Tristes argentinos en Aires nacionales zijn ook nu nog populair. Zijn Rapsodia argentina voor viool en piano staat ook tegenwoordig nog op de programma's, maar ook liederen zoals Caminito en El nido ausente en zijn vier volumes omvattende Aires nacionales.
In de Parque Tres de Febrero van Buenos Aires staat een bronzen borstbeeld van Julián Aguirre. Het conservatorium in Banfield is naar hem benoemd en heet Conservatorio de Música Julián Aguirre.

## Composities

### Werken voor orkest
- El gato, voor orkest (orkestratie van Ernest Ansermet)
- La huella, voor orkest (orkestratie van Ernest Ansermet)

+ De mi país, serie sinfónica

### Vocale muziek
- Berceuse, voor zangstem en piano
- Don gato y otras canciones infantiles
- El nido ausente, voor zangstem en piano
- El Zorzal, voor zangstem en piano
- Rosas orientales, voor zangstem en piano
- Serenata campera, voor zangstem en piano
- Tu imagen, voor zangstem en piano

### Kamermuziek
- Balada, voor viool en piano
- Cueca, voor viool en piano, op. 61
- Rapsodia Argentina, voor viool en piano
- Sonata y Nocturno, voor viool en piano

### Werken voor piano
- 5 Tristes
- Aires nacionales argentinos, op. 17
- Aires criollos
- Aires nacionales
- Gato (El gato)
- Huella (La huella), op. 49
- La danza de Belkis
- Mazurca española
- Zamba

### Werken voor gitaar
- 3 Aires Populares Argentinos
- Chacarera
- Huella, op. 49
- Musica Argentina
- Vidala